# Matt Dillahunty
Matthew Wade Dillahunty (né le 31 mars 1969) est un activiste athée américain qui est l'actuel président de la communauté athée d'Austin, poste qu'il occupait auparavant de 2006 à 2013,,. Depuis 2005, Dillahunty est l'hôte de la webémission télévisée The Atheist Experience. Il a animé autrefois l'émission de radio Internet en direct Non-Prophets Radio, et a fondé le projet de contre-apologétique Iron Chariots.
Dillahunty est un conférencier régulièrement invité, ou un participant au débat, pour des organisations laïques locales et des groupes universitaires dans le cadre du Bureau des conférenciers de la Secular Student Alliance. À l'été 2017, Dillahunty s'est joint à une tournée de conférences parrainée par la Fondation Pangburn Philosophy où il a partagé la scène avec ses collègues athées Sam Harris, Richard Dawkins et Lawrence M. Krauss.

## Biographie
Élevé baptiste du Sud, Dillahunty envisage de devenir ministre. Son examen approfondi de ses croyances chrétiennes, au lieu de renforcer sa foi comme il l'avait prévu, l'a conduit à ne plus croire aux principes de base du christianisme et, finalement, à toutes les religions. Dillahunty a passé huit ans dans la marine américaine, avant de partir travailler dans le domaine de la conception de logiciels informatiques. Il a d'abord co-animé The Atheist Experience en mars 2005 et allait devenir un hôte régulier du programme. En octobre 2011, il a épousé sa collègue de The Atheist Experience et co-animatrice du podcast Godless Bitches Beth Presswood.
Dillahunty se décrit comme féministe,. Il est l'un des sujets des films documentaires Ma semaine dans l'athéisme (2014) du réalisateur John Christy, et Mission Control Texas (2015). C'est aussi un magicien.

## Prise de parole et débats

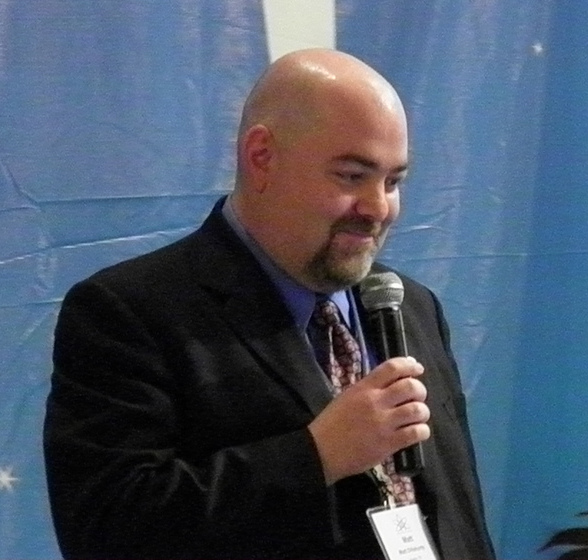
Matt Dillahunty, s'exprimant à l'American Atheists Convention 2011

Dillahunty est un partisan des débats, à la fois formels et informels, comme moyen très efficace de transmettre des informations. « Je suis absolument convaincu, du fait de mon expérience et des preuves que j'ai rassemblées au fil des années pour ce faire, qu'ils sont d'une valeur incroyable ». Il a parlé à des conférences athées et de libre-pensée à travers le pays et a débattu avec de nombreux apologistes chrétiens, y compris Ray Comfort (sur The Atheist Experience) et David Robertson sur Unbelievable de Premier Christian Radio,. Lors de la convention des American Atheists de 2014 à Salt Lake City, il a fait une présentation de quelques idées clés pour un débat efficace: «Prenez l'adversaire au sérieux: Le public doit sentir que je peux parfaitement comprendre leurs points de vue et que je les ai rejetés. Utilisez la logique: Je leur dis que je peux écrire un meilleur livre que la Bible. Simple: je le copie mot pour mot, sauf les parties sur l'esclavage. Et n'oubliez pas l'émotion: C'est du théâtre. C'est mon avantage avec une formation baptiste par rapport à quelqu'un comme Richard Dawkins, même s'il en sait plus sur la science. ». Il a également déclaré qu'il était prêt à dire «je ne sais pas» dans un débat, un «concept effrayant» à une partie de son public. Aux côtés de ses collègues militants Seth Andrews et Aron Ra, il s'est rendu en Australie en mars 2015 en tant que membre de l'Unholy Trinity Tour. En avril 2015, il était conférencier invité à la Merseyside Skeptics Society QEDCon à Manchester, au Royaume-Uni. En 2018, Dillahunty a participé à une discussion avec le professeur de psychologie canadien Jordan Peterson dans laquelle ils ont rencontré des points de désaccord sur la religion, en particulier sa relation avec les valeurs et la culture.

## Vues sur la moralité
L'un des thèmes récurrents de Dillahunty a été la supériorité de la morale laïque sur la morale religieuse. Ses principaux arguments sur la question sont que les systèmes moraux laïques sont inclusifs, dynamiques, encouragent le changement et servent les intérêts des participants, alors que les systèmes moraux religieux ne servent que les intérêts d'une autorité extérieure. Il a de nouveau abordé le sujet lors d'une conférence à la Convention des athées américains de 2013 à Austin: "Ils disent que nous sommes immoraux, alors que nous sommes les seuls à comprendre que la moralité est dérivée de l'empathie, de l'équité, de la coopération et des faits physiques [...] Ils ont brisé leur boussole morale et sacrifié leur humanité sur l'autel de la religion. Ils disent que nous sommes perdus et brisés et que nous avons besoin de salut, alors que nous sommes ceux qui sont libres". Dillahunty est d'avis que préconiser une récompense ou une punition infinie pour des actes finis est «moralement inférieur».

## Plaidoyer pour les droits reproductifs
Dillahunty a plaidé pour les droits reproductifs. Après avoir entendu que la Secular Pro-Life avait mis en place une table à la Convention 2021 des American Atheists, Dillahunty a défié un représentant de l'organisation à un débat public sur la question. Le débat a eu lieu au Texas Freethought Convention 2012, avec Dillahunty débattant en compagnie de Kristine Kruszelnicki. Dillahunty a utilisé l'autonomie corporelle comme son principal argument en faveur du droit à l'avortement. Dillahunty et Beth Presswood sont apparus sur le podcast RH Reality Check d'Amanda Marcotte pour débattre des événements des années précédentes, et ont déclaré que «l'optique d'un homme cis sans utérus» débattant des droits des femmes n'est pas ce qu'il voulait défendre, et laisserait d’autres prendre les devants en public sur la question.

## Scepticisme

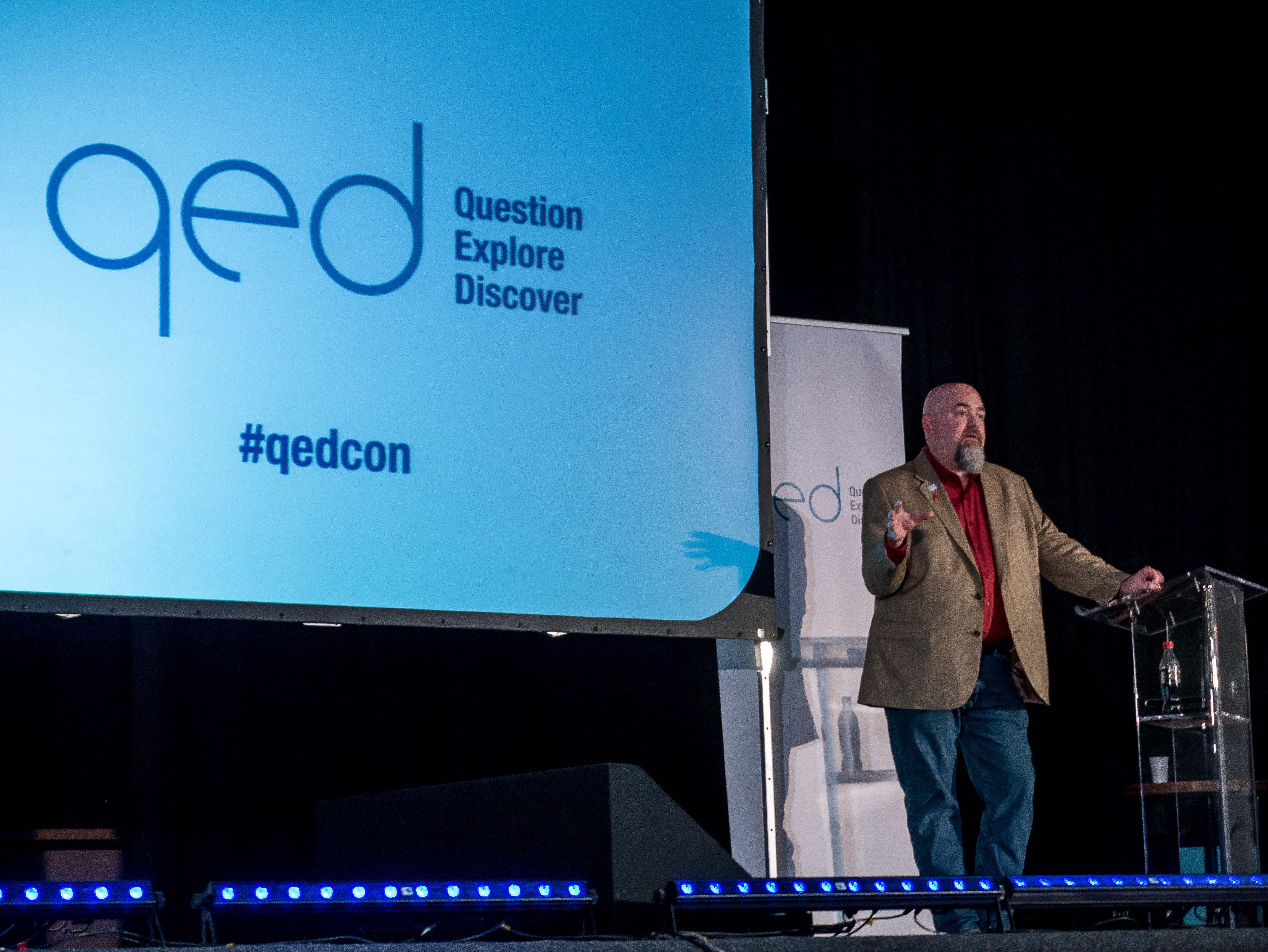
Dillahunty au QED 2015, une conférence sceptique à Manchester

La promotion de la primauté du scepticisme est un autre des thèmes récurrents de Dillahunty. Il a déclaré lors de la convention American Atheists à Austin en 2013 que la chose la plus proche d'une devise est "de croire autant de vraies choses et aussi peu de fausses choses que possible", en s'inspirant de David Hume. Dans la même conférence, il a déclaré qu'être sceptique est le trait qui le définit le mieux. En outre, Dillahunty a déclaré que le scepticisme avait quelque chose à dire sur les affirmations religieuses non testées, et que le scepticisme philosophique conduirait à l'athéisme.

Il voit l'athéisme comme un sous-ensemble du scepticisme, et il ne voit pas pourquoi le scepticisme ne devrait pas aborder les revendications religieuses, ce qui est devenu un point de controverse dans la communauté sceptique. Dillahunty a demandé de manière rhétorique : 
à quel point les médiums seraient populaires, à quel point les fantômes seraient-ils populaires, s'il n'y avait pas cette idée monolithique à laquelle 70 à 80% de la population croit, à savoir que dans chacun de nous se trouve une âme éternelle qui quitte le corps quand vous êtes-vous mort, vous continuez vers une vie après la mort ou vous vous attardez ici sur la terre? ... Si vous apprenez aux gens ce que nous savons, ce qui se passe le plus probablement lorsque nous mourrons, ils s'efforceront de mieux traiter les gens de leur vivant, et leur chagrin sera atténué parce qu'ils comprendront la réalité.
 Dans une interview publiée par l'Association humaniste norvégienne, il a déclaré qu'il ne voyait pas pourquoi les affirmations religieuses sur la réalité devraient être traitées différemment par les sceptiques des théories du complot et des allégations sur les visites extraterrestres.

## Récompenses
En 2011, Dillahunty a reçu le prix Athée de l'année, surnommé le "Hitchie" en hommage à Christopher Hitchens, des mains de Staks Rosch, écrivant pour Examiner.com. Le processus d'attribution a impliqué les lecteurs de Rosch qui votaient pour les nommés qu'ils avaient préalablement sélectionnés. Il a par ailleurs reçu le prix Catherine Fahringer Freethinker of the Year 2012 de la Freethinkers Association of Central Texas.